# Rubídium-ezüst-jodid
A rubídium-ezüst-jodid egy három különböző elemből felépülő szervetlen vegyület, képlete RbAg4I5. Szilárd anyag, vezeti az elektromosságot, mivel benne az ezüstionok elmozdulhatnak a kristályrácsában. Olyan vegyület keresése során fedezték fel, ami az alfa fázisú ezüst-jodidnál AgI is alacsonyabb hőmérsékleten  146 °C is vezeti az elektromosságot.
Előállításakor sztöchiometrikus mennyiségű rubídium-jodidot és ezüst (I)-jodidot reagáltatnak egymással, hevítéssel vagy őrléssel. Vezetőképessége  25 siemens/méter ez 1×1×10 mm bar ellenállás 400 ohms hossztengely mentén.
Kristályszerkezetében jód-tetraéderek vannak, amelyeken keresztül átdiffundálhatnak az ezüstionok.
Már 1970 körül javasolták a használatát akkumulátorokhoz, manapság is az akkumulátorokban használják szilárd elektrolitként az elektródákkal az ezüsttel és a rubídium-trijodiddal RbI3 együtt.
A rubídium-ezüst-jodid egy olyan vegyületcsalád tagja, amelyekben mobil  Ag+és Cu+ kationok vannak, például: KAg4I5, NH4Ag4I5, K1−xCsxAg4I5, Rb1−xCsxAg4I5, CsAg4Br1−xI2+x, CsAg4ClBr2I2, CsAg4Cl3I2, RbCu4Cl3I2, KCu4I5.

## Fordítás
- Ez a szócikk részben vagy egészben  a   Rubidium silver iodide című angol Wikipédia-szócikk fordításán alapul.  Az eredeti cikk szerkesztőit annak laptörténete sorolja fel. Ez a jelzés csupán a megfogalmazás eredetét és a szerzői jogokat jelzi, nem szolgál a cikkben szereplő információk forrásmegjelöléseként.